# 三峰路
三峰路為新竹縣寶山鄉的一條道路，是兩條寶山交流道聯絡道路之一（另一條為大雅路），共分為兩段，全部隸屬於新竹縣鄉道竹43線。南起寶山鄉、峨眉鄉鄉界，北至寶山鄉雙園路（鄉道竹47線）路口，全長約6.8公里。

## 拓寬計畫
道道路現在12公尺寬，計畫寬度為15m雙向四車道，第一期已於2019年9月31日完工，第二期工程訂於2020年9月26日開工，工期預估約22個月，2022年中完工。